# 봉의 2
봉의 2는 소 아르카나 타로 카드이다.

라이더-웨이트 타로 덱에서 봉의 2

타로 카드는 유럽 전역에서 타로 카드 게임을 하는 데 사용된다.
게임이 거의 알려지지 않은 영어권 국가에서는 타로 카드가 주로 점술 목적으로 사용되었다.

## 점술 사용법
가장 자주, 봉의 2는 용기와 대담을 뜻한다. 이는 여행이나 새로운 길에서 눈에 띄는 메시지를 가지고 있다.
라이더-웨이트 덱의 이미지는 부유한 상인이나 귀족, 자신의 영토를 바라 보거나 항해를 시작한 배를 보여 준다. 인물은 손에 세계(지구)를 들고 있는데 세계는 권력을 상징한다.
점술에서 이 카드는 대담하고 창의적이기 좋은 시기가 찾아왔음을 말한다. 망설이고 있는 이에게 이 카드는 행동을 취할 것을 말한다. 모든 것은 당신의 손에 달렸으며, 지금이 바로 그 기회를 이용할 수 있는 용기를 낼 시기이다.

## 주요 의미
봉의 2의 주요 의미:
- 성취
- 걱정
- 이득
- 목표
- 공동